# Аргандова лампа
Аргандова лампа је уљна лампа сa фитиљем који је смештен у стаклени цилиндар. За разлику од ранијих лојаних свећа које су биле изузетно скупе, штипале за очи, и воштаних свећа које су такође давале трепераву светлост која је отежавала читање и писање под њом, Аргандова лампа дала је пламен неуобичајено миран и далеко интензивнији.  
Аргандову лампу је развио и увео у производњу швајцарски изумитељ Франсоа Пјер Ами Арганд крајем 18. века .
Почетком 1780-их Ами Арганд је пламеник лампе уредио тако да ваздух, који код обичних горионика има приступ само споља, може проћи кроз средину, односно унутар цевасте лампе, услед чега се постиже потпуно сагоревање запаљивих гасова и пара светлосног материјала. Исте године у Лондону је успостављена производња ових лампи. Ове лампе су накнадно побољшане и коришћене готово свуда.
Светиљка, названа по њеном творцу, производила је 10 до 12 пута више светлости од конвенционалне свеће и неколико пута више од лампи са традиционалним (пуним) фитиљима. Ове лампе, због своје осветљености, чак су се неко време користиле и у светионицима (нарочито у Руском царству, од 1803. године, таква светиљка је стајала на Светионику Коксхер), све док их нису замениле петролејске лампе, које су биле јефтиније у производњи и лакше за одржавање.
Ако су рупе горионика аргандове лампе повезане у један заједнички кружни отвор, онда се назива Думасов горионик.
Због своје необично јаке светлости, ови уређаји за осветљење које је дизајнирао Ами Арганд називали су се и Астралне лампе, али врло брзо, појавом још светлијих вештачких извора светлости, ово име је изгубило своје значење.